# Lista de emissoras da rede Boas Novas
Esta é uma lista que contém as emissoras e retransmissoras da Boas Novas. Além das operadoras de TV por assinatura que contam com o sinal da emissora em seu line-up e às antigas afiliadas da rede e suas respectivas afiliações atuais.

## Emissoras

### Próprias
| Emissora            | Cidade | UF       | Canal  | Prefixo |
| ------------------- | ------ | -------- | ------ | ------- |
| Boas Novas Amazonas | Manaus | Amazonas | 8 (30) | ZYA 248 |
| Boas Novas Belém    | Belém  | Pará     | 4 (36) | ZYP 267 |

## Afiliadas
| Grupo                                   | Emissora            | Cidade, UF                             | Canal analógico | Canal digital | TV por assinatura |
| --------------------------------------- | ------------------- | -------------------------------------- | --------------- | ------------- | ----------------- |
| Sistema de Comunicação Cidade Esperança | TV Cidade Esperança | Imperatriz, Maranhão                   | —               | 14 (32)       | —                 |
| Sistema Liberdade de Comunicação        | TV Liberdade        | Aracaju / Barra dos Coqueiros, Sergipe | —               | 3 (32)        | —                 |
| Assembleia de Deus de São Mateus        | TV Luz              | São Mateus, Espírito Santo             | —               | —             | 13 (RCA)          |
| Rede de Televisão Paraense Ltda         | TV Kairós           | Marabá, Pará                           | —               | 7 (24)        | —                 |
| Prefeitura Municipal de Parauapebas     | TV Missão           | Parauapebas, Pará                      | 9               | 48            | —                 |
| Fundação Evangélica Boas Novas          | TV MBN              | Oriximiná, Pará                        | 4               | 43            | —                 |

## Retransmissoras

### Acre
| Cidade          | Canal          |
| --------------- | -------------- |
| Cruzeiro do Sul | 36 UHF digital |
| Epitaciolândia  | 50 UHF digital |
| Rio Branco      | 50.2 (49 UHF)  |

### Mato Grosso do Sul
| Cidade             | Canal  |
| ------------------ | ------ |
| Ribas do Rio Pardo | 35 UHF |

### Pará
| Cidade      | Canal analógico | Canal digital           |
| ----------- | --------------- | ----------------------- |
| Faro        | 9 VHF           | —                       |
| Salinópolis | 10 VHF          | 42 UHF (em implantação) |

### Rio de Janeiro
| Cidade   | Canal      |
| -------- | ---------- |
| Itaboraí | 5 (42 UHF) |

### Rio Grande do Norte
| Cidade     | Canal  |
| ---------- | ------ |
| Santa Cruz | 11 VHF |

### Rondônia
| Cidade      | Canal        |
| ----------- | ------------ |
| Porto Velho | 5.2 (48 UHF) |

### São Paulo
| Cidade              | Canal          |
| ------------------- | -------------- |
| São José dos Campos | 49 UHF digital |
| São Paulo           | 51 UHF digital |

## Por assinatura
| Operadora    | Canal                                 |
| ------------ | ------------------------------------- |
| Atel Telecom | 114                                   |
| Claro TV     | 16 / 516 HD (Manaus) 12 (Porto Velho) |
| Life TV      | 90 (Marília)                          |
| Womp         | 15 (Manaus)                           |

## Via satélite

### Digital

#### Star One D2
- Posição: 70º Oeste

| Frequência | Taxa de símbolos | Polarização | FEC | Vídeo | Áudio | PCR | Referências |
| ---------- | ---------------- | ----------- | --- | ----- | ----- | --- | ----------- |
| Banda C    |                  |             |     |       |       |     |             |
| 3846 MHz   | 2500 Ksps        | Horizontal  | 3/4 | 273   | 274   | 256 | [ 4 ]       |

#### Star One C3
- Posição: 75º Oeste

| Frequência | Taxa de símbolos | Polarização | FEC | Vídeo | Áudio | PCR | Referências |
| ---------- | ---------------- | ----------- | --- | ----- | ----- | --- | ----------- |
| Banda C    |                  |             |     |       |       |     |             |
| 3776 MHz   | 4686 Ksps        | Horizontal  | 5/6 | 260   | 261   | 262 | [ 5 ]       |

## Antigas afiliadas
| Nome                   | Cidade         | UF | Canal   | Situação/Afiliação atual | Período de afiliação |
| ---------------------- | -------------- | -- | ------- | ------------------------ | -------------------- |
| REMA TV                | Porto Velho    | RO | 5 (48)  | TV A Crítica             | 2020-2021            |
| TV Marabá              | Marabá         | PA | 13      | Extinta                  | 2002-2019            |
| SIS Brasil             | Rolim de Moura | RO | 33      | TV Cultura               | 2018-2019            |
| TV Rio Verde           | Rio Verde      | GO | 3       | TV Cultura               | 2016                 |
| TV Quinari             | Rio Branco     | AC | 40      | Extinta                  | 2013                 |
| Boas Novas Porto Velho | Porto Velho    | RO | 6       | Extinta                  | 1993-2007            |
| CVC                    | Rio de Janeiro | RJ | 19 e 40 | Extinta                  | 2006-2007            |